# Stiftunglife

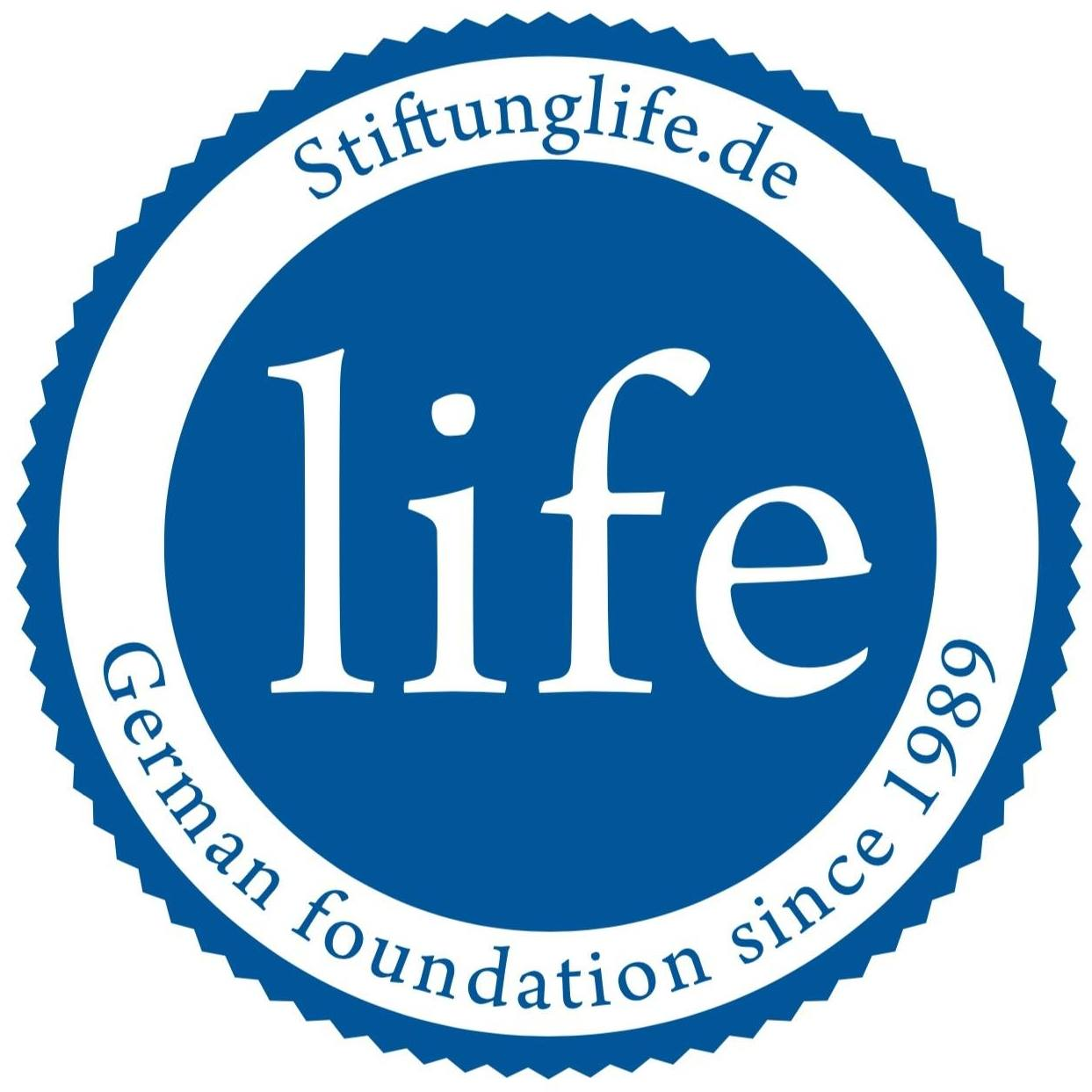
Поточний логотип благодійного фонду Stiftunglife.

Stiftunglife (дослівно з німецької — «Фонд Життя») — німецький некомерційний благодійний фонд, заснований у 1989 році в місті Целле, відомий у Німеччині своєю підтримкою продовольчих банків для роздачі їжі нужденним. В своїй політиці фонд дотримується принципу, згідно з яким половина його коштів використовується в самій Німеччині, а половина — за кордоном. Згідно з підтвердженою річною фінансовою звітністю, у 2020 році фонд розподілив близько 820 000 євро. Установчий капітал фонду при заснуванні в 1989 році склав 100 000 марок, а станом на 2022 рік фондові активи фонда склали, згідно з його власною звітністю, близько 21 мільйона євро.
Stiftunglife не має найманих працівників, оскільки всі члени команди працюють на волонтерських засадах. Кожен член команди самостійно несе власні транспортні та адміністративні витрати. Усі грошові надходження та витрати оприлюднюються в прозорому обліковому звіті з детальним описом проєктів, в яких він бере участь та доданням квитанцій та чеків, що підтверджують витрати.

## Історія

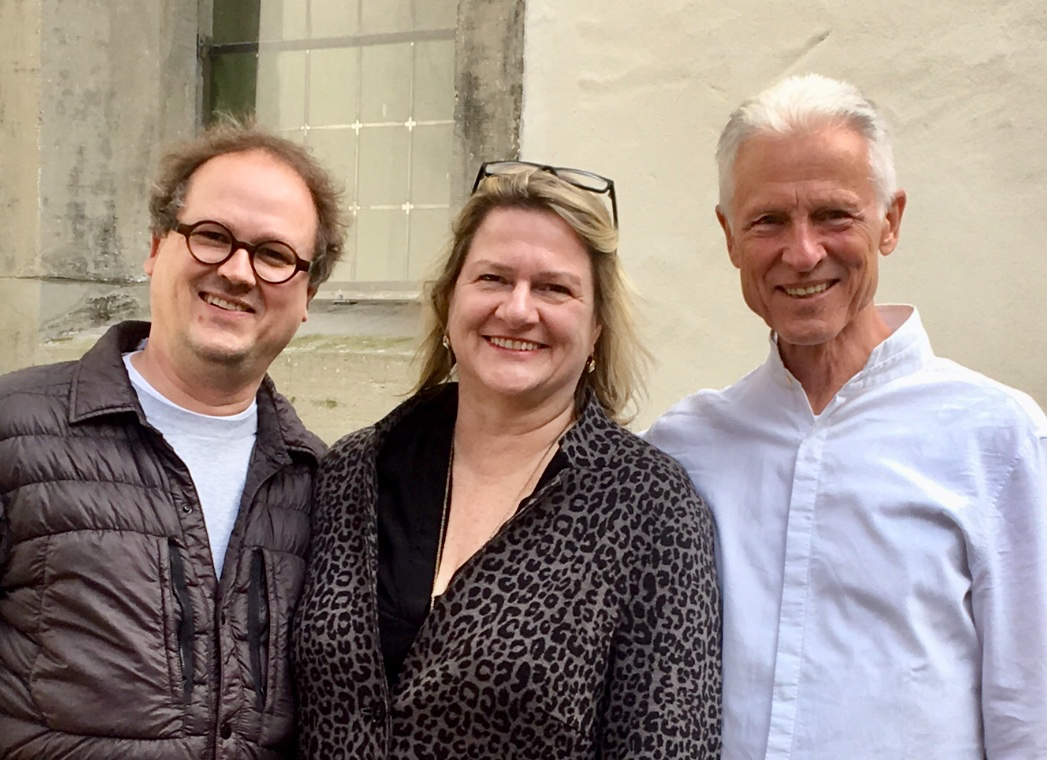
Свен Раап, Мартіна Рісман і Юрген Гесснер (зліва направо) у Целле, 2018

Фонд був заснований у 1984 році в результаті домовленостей між підприємцем у сфері нерухомості Юргеном Гесснером і Карлхайнцом Бьомом, чий проект Menschen für Menschen підтримував Гесснера фінансово та організаційно в наступні роки. У 1989 році Гесснер, разом зі своїм діловим партнером Свеном Раапом, заснував фонд під назвою «Фонд Життя, некомерційний фонд для життя та навколишнього середовища» (нім. Stiftung Life, gemeinnützige Stiftung für Leben und Umwelt) з початковим капіталом в розмірі 100 000 марок.
У 1993 році Гесснеру прийшла в голову ідея створення продовольчих банків, яка об'єднала представників різних благодійних організацій, які до того часу діяли в Німеччині. Він ініціював заснування Федеральної асоціації німецьких продовольчих банків (нім. Bundesverband Deutsche Tafel), адміністрування якої спочатку перейшло до фонду, а Гесснер став його першим головою. Він також запропонував зареєструвати логотип для продовольчих банків, який буде доступний для всіх груп, які роздають їжу безпосередньо нужденним, не є конфесійними, не пов'язані з жодною партією та не конкурують з існуючими продовольчими банками. До 1997 року кількість харчових банків зросла до понад 300, федеральна асоціація залучила загальнонаціональних спонсорів із торгівлі продуктами харчування, а також виробника автомобілів, медіакомпанії та інших.
У 2000 році Федеральна асоціація німецьких продовольчих банків обрала для адміністрування власну раду директорів і Stiftunglife відійшов на другий план. В цьому ж році фонд почав організовувати діяльність з підтримки місцевих продовольчих банків, співпрацюючи з сукупністю міжнародних громадських благодійних організацій «Lions Clubs». У 2007/2008 році у співпраці з Карлхайнцом Бьомом розпочалося будівництво початкової школи в Ефіопії, і того ж року розпочалися роботи в М'янмі, яка швидко стала пріоритетною країною для роботи фонду.

## Сфери діяльності
У Німеччині Stiftunglife протягом 14 років підтримував продовольчі банки у закупівлі авторефрижераторів для збору та розподілу їжі. Загалом було профінансовано 422 покупки транспортних засобів загальною вартістю 20 мільйонів євро. Програма фінансування розподілила витрати на придбання у розмірі 33 000 євро порівну між Tafel, місцевими Lions Clubs і Stiftunglife. Після того, як через дизельний скандал, стало відомо про факти забруднення повітря дизельними транспортними засобами, Stiftunglife припинив програму фінансування 2017 року.
У Німеччині та Австрії Stiftunglife співпрацює з цирком-театром Ронкаллі (Circus Roncalli). Діти з малозабезпечених сімей за спільними коштами запрошуються відвідувати цирк, коли він дає гастролі в їхньому місті. У Німеччині Stiftunglife також підтримує ініціативи щодо здорового харчування та бере участь у різноманітних напрямках інтеграції біженців.
За кордоном у М'янмі основна увага приділяється дітям, школам і студентам, сонячним лампам і сонячним/водним системам і очистці питної води. Усі проєкти розраховані на постійну співпрацю. Кожен проєкт відвідується та оцінюється один або два рази на рік. Проєкт Swimming Doctors керує плавучою медичною практикою в дельті Іраваді в М'янмі з 2010 року. Німецькі лікарі підтримують своїх бірманських колег шляхом регулярної співпраці.
Для проєктів шкіл, сонячних ламп, очистки води, а також водної медичної практики кожен одержувач платить невеликий внесок, який збільшується за рахунок інвестицій з капіталів фонду або може бути використаний обраними представниками на місці для виконання завдань громади.
До 2012 року Stiftunglife також підтримував лікарню в Ефіопії, яка спочатку була заснована Menschen für Menschen. Інші завершені проєкти включають будівництво загалом 600 рибальських човнів для рибальських сімей, які втратили засоби до існування під час цунамі та штормів у 2004, 2008 та 2010 роках.
З початку російського вторгнення в Україну у 2022 році, фонд Stiftunglife фінансував поставки допомоги в Україну товарами повсякденного попиту, продуктами харчування та ліками.